# Juchym Škol'nykov
Juchym Hryhorovyč Škol'nykov (in ucraino Юхим Григорович Школьников?; trasl. angl.: Yukhym Hryhorovych Shkolnykov; Černihiv, 31 gennaio 1939 – 3 settembre 2009) è stato un calciatore e allenatore di calcio ucraino, sovietico fino al 1991.

## Carriera da giocatore
Ha iniziato la sua carriera come giocatore al Desna Černihiv e nel Zirka Černihiv. Nel 1963 ritorna al Desna Černihiv dove gioca 86 partite e 50 reti. Dal 1969 gioca anche per il Chimiki Černihiv.

## Carriera da allenatore
Dopo essersi ritirato dal calcio come calciatore, ha lavorato per qualche tempo come assistente allenatore del Chimiki Černihiv. Ha allenato anche CSKA Kiev, Desna Černihiv, Nyva Vinnycja. Dal 1987-1992 guidò Bukovyna Černivci e nel 1990 ha vinto Vtoraja Liga e la squadra fu promossa in alla Pervaja Liga dell'URSS e la stagione successiva arrivò al 5º posto. Nel 1994 ha allenato la squadra del Tiligul-Tiras Tiraspol, Polіssja Žytomyr. Nel 1991, dopo il crollo dell'Unione Sovietica, fu uno dei candidati per la carica di allenatore della Nazionale Ucraina.